# エッベルヴァイ・エクスプレス
エッベルヴァイ・エクスプレス（ドイツ語: Ebbelwei-Expreß）は、ドイツ・フランクフルト・アム・マインの路面電車であるフランクフルト市電で運行している列車の愛称。フランクフルト・アム・マイン各地の観光名所を巡り、車内でリンゴワインが振る舞われる列車で、「りんご酒電車」と呼ぶ資料も存在する。

## 概要

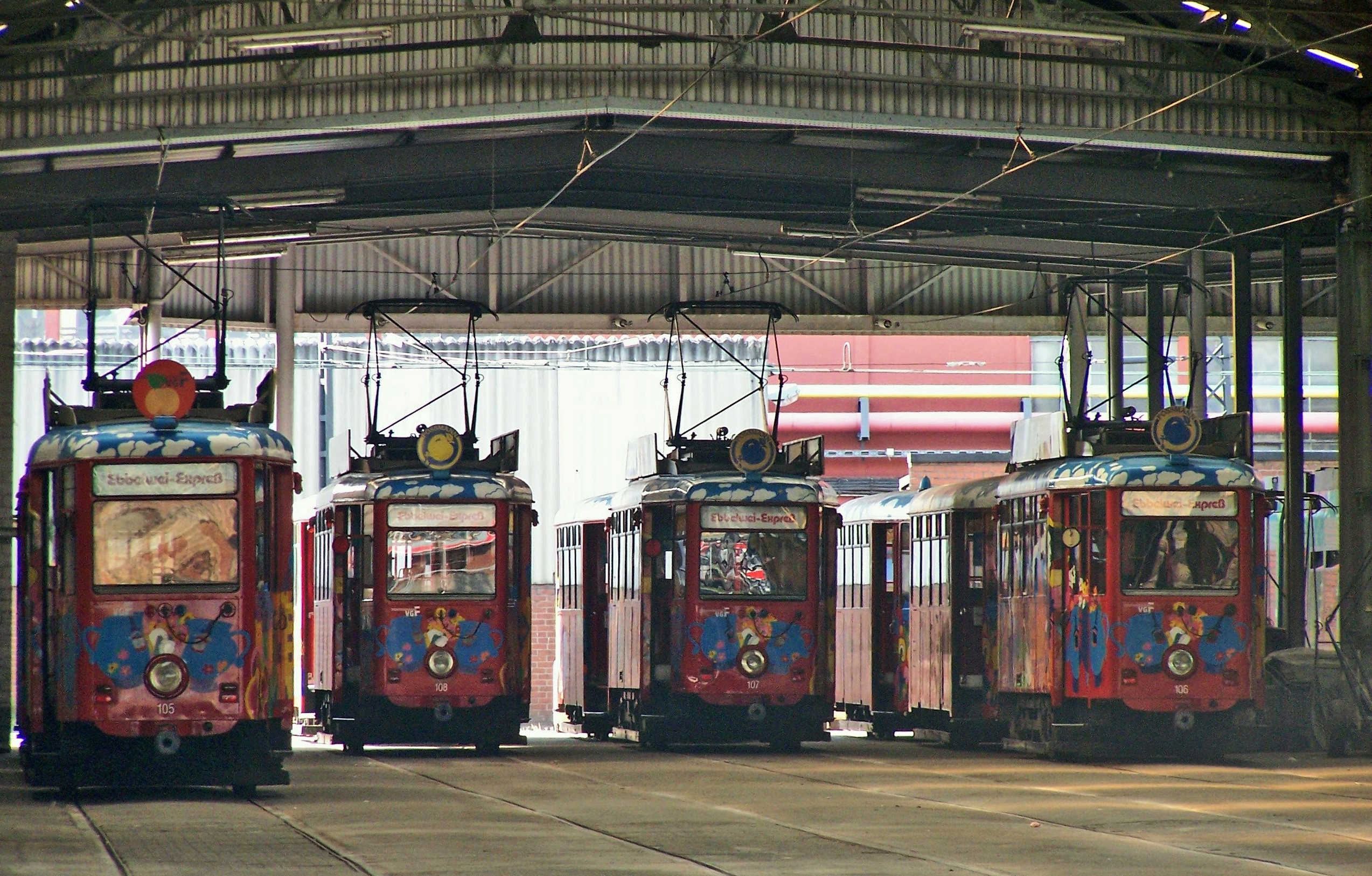
車庫に並ぶエッベルヴァイ・エクスプレス用車両（2010年撮影）

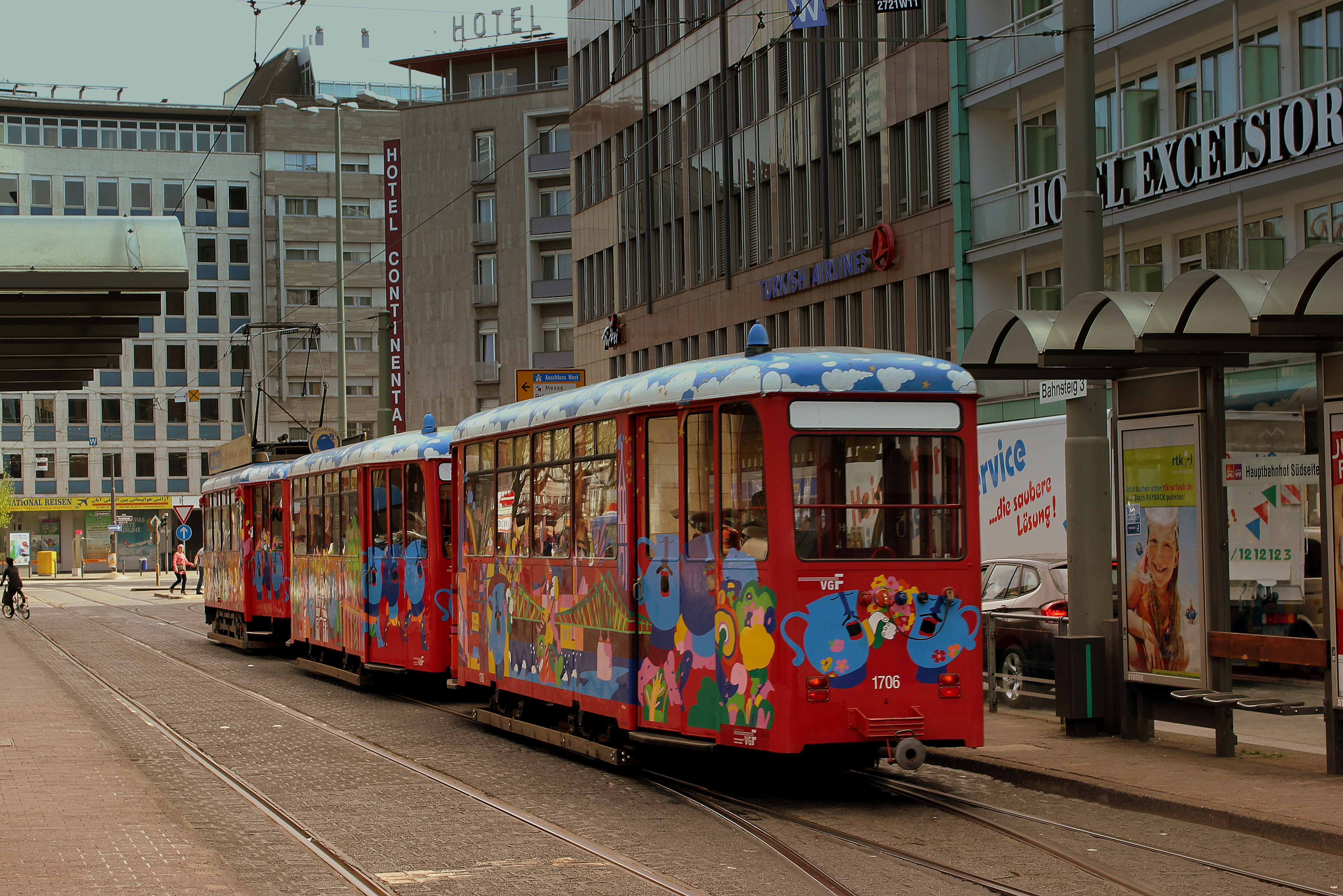
エッベルヴァイ・エクスプレス用の付随車（2013年撮影）

1970年代当時のフランクフルト市電では新型車両の導入に伴い、従来の小型2軸車の置き換えが進んでいた。その中で最後まで残った車両の引退を記念し、車内でフランクフルト・アム・マイン名物のリンゴワイン（Ebbelwei）を提供する列車として計画されたのがエッベルヴァイ・エクスプレスである。
改造元となったのは2軸車のK形電車で、電動車4両と付随車6両が対象となった。フランクフルト市内のバーと同様のサービスを提供するための外装や内装の改造を経て、営業運転を開始したのは1977年2月7日であった。当初は期間限定の運用を予定していたが、人気を博したため2024年現在も引き続き営業運転が行われており、その間の1980年代には車両の更新工事も行われている。

## 運用
エッベルヴァイ・エクスプレスは2024年現在毎週末および祝日に営業運転を実施しており、フランクフルト動物園の最寄り電停である動物園電停（Zoo）を起点にフランクフルト・アム・マイン各地の観光名所の最寄り電停を巡る環状運転を行っている。リンゴワインやリンゴジュース、ミネラルウォーター、菓子パン（プレッツェル）代を含めた基本運賃は同年現在8ユーロである。